# Rory Calhoun
Rory Calhoun, właśc. Francis Timothy McCown (ur. 8 sierpnia 1922 w Los Angeles, zm. 28 kwietnia 1999 w Burbank) – amerykański aktor, scenarzysta i producent filmowy i telewizyjny. 
8 lutego 1960 otrzymał dwie gwiazdy na Alei Gwiazd w Los Angeles znajdujące się przy 7007 Hollywood Boulevard (film) i 1752 Vine Street (telewizja).

## Życiorys

### Wczesne lata
Urodził się w Los Angeles, jako syn Elizabeth Cuthbert i zawodowego hazardzisty Jamesa McCowna. Spędził wczesne lata w Santa Cruz w Kalifornii. Miał tylko dziewięć miesięcy, gdy zmarł jego ojciec. Jego matka ponownie wyszła za mąż za Nathaniela Durgina. Nie skończył liceum. Gdy jako nastolatek ukradł rewolwer, został wysłany do poprawczaka California Youth Authority's Preston School of Industry w Ione. Uciekł i po rabunku kilku sklepów jubilerskich, ukradł samochód. Kiedy został złapany, odbył trzy lata w więzieniu za kradzież samochodów i odbył karę w United States Medical Center for Federal Prisoners w Springfield w Missouri. Został przeniesiony do więzienia San Quentin. Pozostał tam aż został warunkowo zwolniony na krótko przed jego dwudziestoma pierwszymi urodzinami.

### Kariera
Pracował jako bokser, drwal, kierowca ciężarówki i kowboj. W 1943 roku, podczas jazdy konnej w Hollywood Hills w parku w Los Angeles spotkał aktora Alana Ladda, którego żona Carol Sue była agentką. Zadebiutował jako matador w komedii Flip i Flap: Pogromcy byków (1945). Wkrótce potem Alan Ladd zapoznał go z Davidem O. Selznickiem i agentem Henrym Willsonem, znanym ze swojego asortymentu młodych, przystojnych i nieznacznie utalentowanych aktorów, któremu dał nowe, niezwykłe imiona: Rock Hudson, Tab Hunter, Chad Everett, Robert Wagner, Nick Adams, Guy Madison, Troy Donahue, Mike Connors, John Saxon, Yale Summers, Clint Walker, Doug McClure, Dack Rambo, Ty Hardin i John Derek.
Calhoun grał wiele małych ról w westernach klasy B, zanim otrzymał główną rolę Gaucho Martina Penalosy w westernie Droga Gaucho (Way of a Gaucho, 1952). Dwukrotnie spotkał się na planie filmowym z Marilyn Monroe – w komedii Jak poślubić milionera (1953) z Lauren Bacall i Betty Grable oraz melodramacie Rzeka bez powrotu (1954) u boku Roberta Mitchuma. Wystąpił także w serialach CBS: The Texan (1958–1960) jako Bill Longley oraz Capitol (1982, 1986) jako sędzia Judson Tyler.
Był autorem scenariusza westernów – Shotgun (1955) ze Sterlingiem Haydenem i Domino Kid (1957) oraz jednego z odcinków serialu The Texan (1960). Był producentem westernów – The Hired Gun (1957) i Terytorium Apaczów (Apache Territory, 1958), a także sensacyjnego dramatu sportowego Fists of Steel (1989) z udziałem Carlosa Palomino i Henry’ego Silvy.

## Życie prywatne
29 sierpnia 1948 ożenił się z Litą Baron, z którą miał trzy córki: Cindy (ur. 1957), Tami (ur. 1958) i Lorri (ur. 1961). Z nieformalnego związku z Dolores Vitina Marcus miał córkę Athenę Marcus (ur. 26 stycznia 1959), która w 1987 została uznana za „Najpiękniejszą tancerkę świata” i nagrodzona „Kluczem do miasta Las Vegas”.. 17 lipca 1970 rozwiódł się. 19 kwietnia 1971 poślubił dziennikarkę Susan Kathleen Langely, z którą miał córkę Rory Patricię (ur. 1971). 
Zmarł 28 kwietnia 1999 w Burbank na rozedmę płuc w wieku 76 lat.

## Filmografia

### Filmy fabularne
- 1945: Flip i Flap: Pogromcy byków (The Bullfighters) jako El Brillante - oburzony matador
- 1945: Where Do We Go from Here? jako Żołnierz opuszczający stołówkęRory Calhoun (1961)

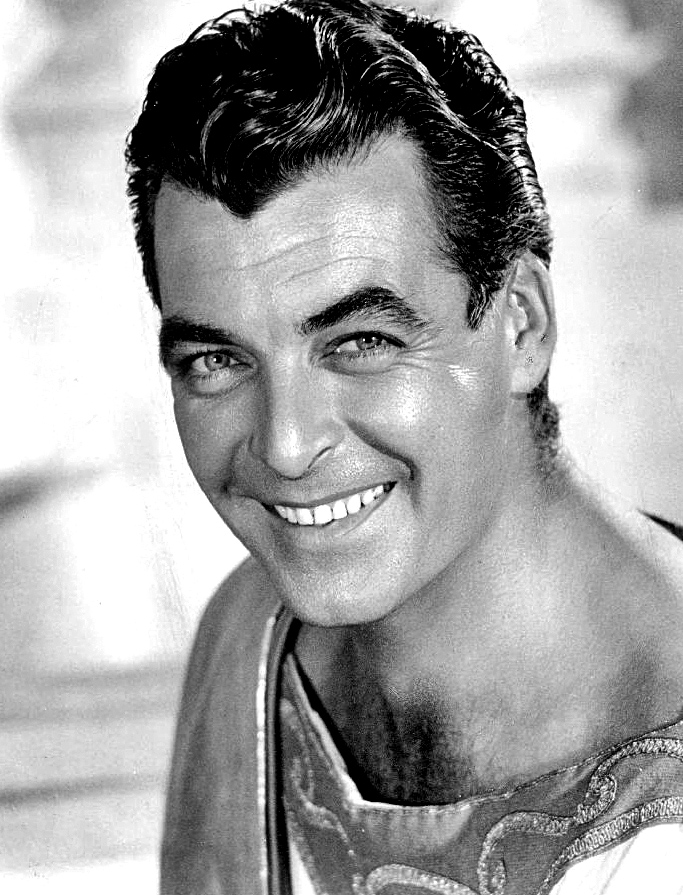
Rory Calhoun (1961)

- 1947: Czerwony dom (The Red House) jako Teller
- 1951: Spotkajmy się po przedstawieniu (Meet Me After the Show) jako David Hemingway
- 1953: Jak poślubić milionera (How to Marry a Millionaire) jako Eben
- 1954: Strzały na granicy (Four Guns to the Border) jako Cully
- 1954: Rzeka bez powrotu (River of No Return) jako Harry Weston
- 1957: Ride Out for Revenge jako Tate
- 1961: Kolos z Rodos jako Dario
- 1962: Marco Polo jako Marco Polo
- 1964: Porywcze serce (Young Fury) jako Clint McCoy
- 1965: Bunt Apaczów (Apache Uprising) jako Jim Walker
- 1972: Noc lepusa (Night of the Lepus) jako Cole Hillman
- 1984: Anioł zemsty (Angel) jako Kit Carson
- 1988: Miasto żab (Hell Comes to Frogtown) jako Looney Tunes
- 1990: Banda złego Jima (Bad Jim) jako Sam Harper
- 1992: Sielska kraina (Pure Country) jako Ernest Tucker

### Seriale TV
- 1951: Schlitz Playhouse of Stars
- 1954: Climax! jako Midge Kelly
- 1957: Suspicion jako Peter Lockwood
- 1964: Bonanza jako Tom Wilson
- 1965: Gunsmoke jako Ben Stack
- 1967: Wyspa Gilligana jako Jonathan Kincaid
- 1968: Hawaii Five-O jako Edgar Miles
- 1970: Lancer jako Buck Addison
- 1972: Hec Ramsey jako Jim Patton
- 1974: Sierżant Anderson jako Lou Gerard
- 1975: Starsky i Hutch jako Steve Hanson
- 1978: Fantastyczna wyspa (Fantasy Island) jako pan Watson
- 1988: Alfred Hitchcock przedstawia jako Jimmie Thurson
- 1993: Johnny Bago jako Hal Hubbertston
- 1993: Opowieści z krypty jako Spider